# 菅泰男
菅 泰男（すが やすお、1915年4月26日 - 2007年6月5日）は、日本の英米文学者。シェイクスピア文学等が専門。
　

## 略歴
京都市出身。1939年京都帝国大学文学部英文科を卒業し、同大学院に進学。京都女子大学講師、1949年8月京都大学吉田分校助教授を経て、1953年5月京都大学文学部助教授、1961年7月教授に昇任、1962年「シェイクスピアの劇場と舞台」で京都大学文学博士。1979年定年退官、名誉教授、甲南女子大学文学部教授、明星大学人文学部教授、大阪府立国際児童文学館館長・理事長を務めた。また、アメリカ学会会長、日本演劇学会副会長、日本英文学会理事等を歴任。それらの功績により、1991年勲三等旭日中綬章、1994年大阪文化賞を受賞、1998年には京都市文化功労者に選ばれた。老衰のため92歳で死去。叙正四位。

## 単書
- 『Shakespeareの劇場と舞台』（あぽろん社） 1963
- 『劇と人生』（ブレーンセンター、対話講座なにわ塾叢書） 1996

## 共著
- 『シェイクスピアの劇と刊本』（山田昭廣共著、明星大学出版部） 1991

## 翻訳
- 『パリへの旅』（イニヤチオ・シロネ、世界文学社） 1946
- 『彼女の夫に嘘をついたお話』（バーナード・ショー、白水社、現代世界戯曲選集7） 1954
- 『十二夜』（シェイクスピア、新潮文庫） 1957
- 『パリを見て死ね!』（マーテン・カンバランド、東京創元社、クライム・クラブ） 1958
- 『オセロウ』（シェイクスピア、岩波文庫） 1960
- 『ヴェニスの商人』（筑摩書房、世界古典文学全集42 (シェークスピア 第2)） 1964
- 『リチャード二世』（筑摩書房、世界古典文学全集43 (シェイクスピア 第3)） 1966
- 『楡の木の下の欲望』（ユージン・オニール、白水社、オニール名作集） 1975
- 『悪口学校』（シェリダン、岩波文庫） 1981

## 記念論文集
- 『菅泰男・御輿員三両教授退官記念論文集』（あぽろん社） 1980

## 論文
- <菅泰男